# Cocalodes
Cocalodes Pocock, 1897 è un genere di ragni appartenente alla famiglia Salticidae.

## Etimologia
Il nome del genere è composto dal genere Cocalus, con cui condivide alcuni caratteri morfologici e dal suffisso greco -ῲδες, -oides, che significa simile a, somigliante a.

## Distribuzione
Delle 12 specie note di questo genere, 10 sono diffuse in Nuova Guinea, di cui 8 endemiche; delle rimanenti due, la C. cygnatus è stata reperita sull'isola di Halmahera e la C. leptopus nell'arcipelago delle Molucche, entrambe località indonesiane..

## Tassonomia
A maggio 2010, si compone di 12 specie:
- Cocalodes cygnatus Wanless, 1982 — Indonesia
- Cocalodes expers Wanless, 1982 — Nuova Guinea
- Cocalodes innotabilis Wanless, 1982 — Nuova Guinea
- Cocalodes leptopus Pocock, 1897[2] — Indonesia
- Cocalodes longicornis Wanless, 1982 — Nuova Guinea
- Cocalodes longipes (Thorell, 1881) — Indonesia, Nuova Guinea
- Cocalodes macellus (Thorell, 1878) — Indonesia, Nuova Guinea
- Cocalodes papuanus Simon, 1900 — Nuova Guinea
- Cocalodes platnicki Wanless, 1982 — Nuova Guinea
- Cocalodes protervus (Thorell, 1881) — Nuova Guinea
- Cocalodes thoracicus Szombathy, 1915 — Nuova Guinea
- Cocalodes turgidus Wanless, 1982 — Nuova Guinea

### Sinonimie
- Cocalodes armatissimus Strand, 1913, è da considerarsi sinonimo di Cocalodes papuanus Simon, 1900, a seguito di uno studio dell'aracnologo Fred Wanless del 1982[1].
- Cocalodes melanognathus Pocock, 1897, è da considerarsi sinonimo di Cocalodes leptopus Pocock, 1897 a seguito di uno studio dell'aracnologo Fred Wanless del 1982[1].
- Cocalodes plebejus Szombathy, 1915, è da considerarsi sinonimo di Cocalodes papuanus Simon, 1900, a seguito di uno studio dell'aracnologo Fred Wanless del 1982[1].